# Franciszek Józef Lis
Franciszek Józef Lis (ur. 18 marca 1934 w Bliżycach, zm. 9 lutego 2009 w Warszawie) – polski geolog, specjalista geochemii złóż surowców mineralnych oraz geochemii środowiska przyrodniczego.

## Życiorys
Urodzony w rodzinie nauczycielskiej. W latach 1940–1947 uczęszczał do szkoły podstawowej w Kielcach, a w latach 1948–1951 do Liceum Ogólnokształcącego im. Stefana Żeromskiego w Kielcach. W 1951 złożył egzamin na Uniwersytet Jagielloński w Krakowie, na Wydział Geologii. Niestety, w 1951 Wydział został rozwiązany. W tej sytuacji od października 1951 do lipca 1952 pracował w Kieleckim Przedsiębiorstwie Wierceń Geologiczno-Poszukiwawczych w Białogonie, najpierw jako pomocnik wiertacza, a następnie jako kolektor. W 1952 zaczął studiować na Wydziale Geologii Uniwersytetu Warszawskiego (sekcja mineralogii i geochemii). Studia ukończył w 1957 dyplomem magistra geologii w zakresie mineralogii i geochemii.
Od sierpnia 1957 był pracownikiem Instytutu Geologicznego w Warszawie, najpierw w Zakładzie Zdjęć Geologicznych a następnie Złóż Pierwiastków Rzadkich i Promieniotwórczych, na stanowisku asystenta i starszego asystenta.
W 1959 odbył dwumiesięczną praktykę w Jugosławii, w zakresie metodyki prac poszukiwawczych. W latach 1962–1964 uczestniczył w poszukiwaniach i w dokumentowaniu koncentracji minerałów ciężkich na bałtyckich plażach. Jednocześnie, przez cały czas brał udział w badaniach i poszukiwaniach mineralizacji uranowej na Dolnym Śląsku.
W 1966 uzyskał w Instytucie Geologicznym stopień doktora nauk przyrodniczych na podstawie pracy Geochemia niektórych pierwiastków chemicznych w granitoidowym masywie Karkonoszy w powiązaniu z geochemią uranu, po czym otrzymał stanowisko adiunkta i zajął się badaniami wieku izotopowego minerałów i skał.
W okresie grudzień 1967 – sierpień 1968 odbył ośmiomiesięczny staż naukowy we Francji, w Komisariacie Energii Atomowej w Paryżu i w Razes oraz w Centrum Badań Radiogeologicznych i Centrum Badań Petrologicznych w Nancy. Zapoznawał się tam z geologią złóż uranu, z metodyką poszukiwań złóż kruszcowych, z badaniami laboratoryjnymi stosowanymi w pracach geologiczno-poszukiwawczych, a także z badaniami geochronologii izotopowej.
W latach 1971–1973 był zatrudniony na stanowisku inżyniera geologa w Służbie Geologicznej Republiki Nigru, w Niamey. Uczestniczył tam w poszukiwaniach złóż rud miedzi, molibdenu, cyny i złota metodami geochemicznymi i szlichowymi na obszarach skał krystalicznych.
W 1974 został kierownikiem Pracowni Geochronologii i Geochemii Izotopów w Zakładzie Petrografii i Geochemii Instytutu Geologicznego w Warszawie, przemianowanego później w Zakład Geochemii i Chemii Analitycznej Państwowego Instytutu Geologicznego. Jednocześnie był zatrudniony na pół etatu w Instytucie Podstawowych Problemów Techniki Polskiej Akademii Nauk.
W latach 1981–1984 brał udział w wykonywaniu regionalnych i szczegółowych zdjęć geochemicznych, w ramach poszukiwań złóż rud niklu, kobaltu, miedzi, wanadu, ziem rzadkich i złota w Republice Burundi, jako ekspert Organizacji Narodów Zjednoczonych.
w dziedzinie geochemii i geologii złóż.
Po powrocie do Instytutu Geologicznego w Warszawie (Pracownia Geochemii w Zakładzie Geochemii i Chemii Analitycznej) podjął badania nad możliwością występowania śródgranitowych złóż rud uranu w masywie granitowym Karkonoszy (1985–1987), a następnie uczestniczył w opracowywaniu szerokiego programu zdjęć geochemicznych Polski w skali przeglądowej, a także w skalach regionalnych i szczegółowych.

## Badania geochemiczne środowiska naturalnego Polski
W latach 1990–2003 był kierownikiem Pracowni Kartografii Geochemicznej w Zakładzie Geologii Środowiska Państwowego Instytutu Geologicznego w Warszawie, prowadząc systematyczne badania problemów ochrony środowiska w całym kraju. Obejmowały one zanieczyszczenia gleb, wód i osadów zbiorników wodnych, a dla zobrazowania aktualnego stanu środowiska wykorzystywały metody kartografii geochemicznej.
W latach 1991–1995 sporządzono Atlas geochemiczny Polski w skali 1:500 000  (druk w skali 1:2500 000). Na podstawie tego opracowania w latach 1991–1999 wykonano rozpoznanie stopnia zanieczyszczeń środowiska prowadząc prace kartograficzne w skalach regionalnych (1:100 000 lub 1:50 000) w najważniejszych obszarach miejsko-przemysłowych Polski (Górnego Śląska, Warszawy, Krakowa, Łodzi, Poznania, Szczecina, Wałbrzycha, Wrocławia, Pobrzeża Gdańskiego i Legnicko-Głogowskiego Okręgu Miedziowego), a po zakończeniu badań w skali przeglądowej i regionalnej przystąpiono do prac w skali szczegółowej 1:25 000 wykonując Szczegółowe zdjęcie geochemicznee regionu śląsko-krakowskiego.
Od 1995 brał udział w międzynarodowym projekcie kartograficznym EuroGeoSurveys – FOREGS geochemical baseline mapping of Europe, którego wynikiem był dwutomowy Geochemical Atlas of Europe, prezentujący po raz pierwszy rozprzestrzenienie ponad 50 pierwiastków w glebach, osadach i wodach strumieniowych całego kontynentu.
W 1999 uzyskał w Państwowym Instytucie Geologicznym stopień doktora habilitowanego nauk przyrodniczych, na podstawie rozprawy  Kartografia geochemiczna w ochronie środowiska, a w 2000 został mianowany na stanowisko docenta w PIG.
W 2003 przeszedł na emeryturę pracując nadal w Instytucie do końca 2005 w niepełnym wymiarze etatu jako starszy specjalista. W następnych latach współpracował z Instytutem już jako niezależny specjalista.

## Odznaczenia i nagrody
- 1977 – Złoty Krzyż Zasługi
- 2004 – Krzyż Kawalerski PR

- 1990 – Nagroda zespołowa I stopnia Ministra Edukacji Narodowej za pracę Minerały Dolnego Śląska.
- 1994 – Nagroda II stopnia Ministra Ochrony Środowiska, Zasobów Naturalnych i Leśnictwa za Atlas geochemiczny Warszawy i okolic.
- 1997 – Zespołowa Nagroda Ministra Ochrony Środowiska, Zasobów Naturalnych i Leśnictwa za Atlas geochemiczny Polski 1:2500 000.
- 1998 – Zespołowa Nagroda Ministra Ochrony Środowiska, Zasobów Naturalnych i Leśnictwa za Atlas – Geology for environmental protection and territorial planning in the Polish-Lithuanian cross-border area 1 500 000.

- 1994 – dyplom Dyrektora Górniczego III stopnia.
- 1995 – Złota Odznaka Państwowego Instytutu Geologicznego.
- 1995 – Złota Odznaka Ministerstwa Ochrony Środowiska, Zasobów Naturalnych i Leśnictwa.
- 1997 – Honorowy Kordzik Górniczy.

## Ważniejsze publikacje
- 1965 – LIS J., STĘPNIEWSKI M., SYLWESTRZAK H., Branneryt i minerały współwystępujące w żyle kwarcowej z Wołowej Góry koło Kowar (Sudety). Biul. Inst. Geol., 193, s. 203 – 223. Warszawa.
- 1971 – LIS J., KOSZTOLANYI CH., COPPENS R., Étude géochronologique du gisement polymétalique de Kowary (Pologne). Mineralium Deposita, v. 6, no. 2, p. 95 – 102.
- 1978 – KUCHA H., LIS J., SYLWESTRZAK H., Thorium-Bearing Uraninite (Bröggerite) from the Karkonosze Granite. 1979, Miner. Pol. Vol. 9, nr 1, s. 105 – 110.
- 1986 – LIS J., SYLWESTRZAK H., Minerały Dolnego Śląska. 791s, Wyd. Geol., Warszawa.
- 1987 – KUCHA H., LIS J., SYLWESTRZAK H., The application of electron microprobe to dating of U-Th-Pb uraninite from Karkonosze granites (Lower Silesia), Miner. Pol. Vol. 17, nr 2, s. 43 – 47.
- 1992 – LIS J., Atlas geochemiczny Warszawy i okolic. 1:100 000. s.10, 23 mapy kol. Państw. Inst. Geol. Warszawa.
- 1995 – LIS J., PASIECZNA A., Geochemical atlas of Poland. Atlas geochemiczny Polski 1:2500 000. 34 s. 74 mapy. Państw. Inst. Geol. Warszawa.
- 1995 – LIS J., PASIECZNA A., Geochemical atlas of Upper Silesia. Atlas geochemiczny Górnego Śląska 1:200 000. 48 s. 65 map. Państw. Inst. Geol. Warszawa.
- 1995 – LIS J., PASIECZNA A., Geochemical atlas of Cracow and environs. Atlas geochemiczny Krakowa i okolic 1:100 000. 43 s. 69 map. Państw. Inst. Geol. Warszawa.
- 1996 – PASIECZNA A., SIEMIĄTKOWSKI J., LIS J., Atlas geochemiczny Wałbrzycha i okolic 1:50 000. 15 s., 28 map Państw. Inst. Geol. Warszawa.
- 1998 – LIS J., PASIECZNA A., Geochemical atlas of Łódź agglomeration. Atlas geochemiczny aglomeracji łódzkiej 1:100 000. Cz. I. Gleby, osady wodne, gleby powierzchniowe. 17 s. 75 map. Państw. Inst. Geol. Warszawa.
- 1998 – LIS J., PASIECZNA A., Geochemical atlas of Szczecin agglomeration. Atlas geochemiczny aglomeracji szczecińskiej 1:200 000. Cz. I. Gleby, osady wodne, gleby powierzchniowe. 18 s. 69 map. Państw. Inst. Geol. Warszawa.
- 1998 – TOMASSI-MORAWIEC H., LIS J., PASIECZNA A., Geochemical atlas of Wrocław and environs. Atlas geochemiczny Wrocławia i okolic 1:100 000. Cz. I. Gleby, osady wodne, gleby powierzchniowe. 22 s., 72 mapy. Państw. Inst. Geol. Warszawa.
- 1999 – LIS J., PASIECZNA A., Geochemical atlas of Gdańsk Region. Atlas geochemiczny Pobrzeża Gdańskiego 1:250 000. Cz. I. Gleby, osady wodne, gleby powierzchniowe. 21 s,. 80 map. Państw. Inst. Geol. Warszawa..
- 1999 – LIS J., PASIECZNA A., Detailed geochemical map of Upper Silesia. Pilot sheet Sławków. Szczegółowa mapa geochemiczna Górnego Śląska 1:25 000. Promocyjny arkusz Sławków. 21 s., 56 map. Państw. Inst. Geol. Warszawa.
- 1999 – LIS J., PASIECZNA A., BOJAKOWSKA I., GLIWICZ T., FRANKOWSKI Z., PASŁAWSKI P., POPIOŁEK E., SOKOŁOWSKA G., STRZELECKI R., WOŁKOWICZ S., Geochemical atlas of Legnica-Głogów Copper District. Atlas geochemiczny Legnicko-Głogowskiego Okręgu Miedziowego 1:250 000. 31 s., 46 map Państw. Inst. Geol. Warszawa.
- 1999 – LIS J., PASIECZNA A., TARAŠKEVIČIUS R. Total and partial contents of some elements in soils of the borderland of Poland and Lithuania. J. Geoch. Explor.66,.1/2, 211-217.
- 2000 – LIS J., PASIECZNA A. Geochemiczny atlas Europy. Prz. Geol., nr 12, 1114-1119, Warszawa.
- 2002 – MAGIERA T., LIS J., NAWROCKI J., STRZYSZCZ Z.,– Podatność magnetyczna gleb Polski. 7 s., 5 tabl. Państw. Inst. Geol. Warszawa.
- 2005 – LIS J., PASIECZNA A., Geochemical atlas of Poznań and environs. Atlas geochemiczny Poznania i okolic 1:100 000. Państw. Inst. Geol. Warszawa.
- 2005 – DE VOS W., TARVAINEN T., (Chief-editors), SALMINEN R., REEDER S., DE VIVO B., DEMETRIADES A., PIRC S., BATISTA M., J., MARSINA K., OTTESEN R.T., O’CONNOR P.J., BIDOVEC M., LIMA A., SIEWERS U., SMITH B., TAYLOR H., SHAW R., SALPETEUR I., GREGORAUSKIENE V., HALAMIC J., SLANINKA I., LAX K., GRAVESEN P., BIRKE M., BREWARD N., ANDER E.L., JORDAN G., DURIS M., KLEIN P., LOCUTURA J., BEL-LAN A., LIS J., MAZREKU A., GILUCIS A., HEITZMANN P., KLAVER G., PETERSELL V., Geochemical atlas of Europe. Part 1, Geological Survey of Finland, Espoo.
- 2006 – DE VOS W., TARVAINEN T., (Chief-editors), SALMINEN R., REEDER S., DE VIVO B., DEMETRIADES A., PIRC S., BATISTA M., J., MARSINA K., OTTESEN R.T., O’CONNOR P.J., BIDOVEC M., LIMA A., SIEWERS U., SMITH B., TAYLOR H., SHAW R., SALPETEUR I., GREGORAUSKIENE V., HALAMIC J., SLANINKA I., LAX K., GRAVESEN P., BIRKE M., BREWARD N., ANDER E.L., JORDAN G., DURIS M., KLEIN P., LOCUTURA J., BEL-LAN A., PASIECZNA A., LIS J., MAZREKU A., GILUCIS A., HEITZMANN P., KLAVER G., PETERSELL V., Geochemical atlas of Europe. Part 2, Geological Survey of Finland, Espoo.
- 2008 – PASIECZNA A., LIS J. Environmental geochemical mapping of the Olkusz 1:25 000 scale map sheet, Silesia-Cracow region, southern Poland. Geochemistry: Exploration, Environment, Analysis, 8, 1–8.
- 2008 – PASIECZNA A. (red.), LIS J., DUSZA-DOBEK A., GŁOGOWSKA M., GÓRECKI J., WITKOWSKA A. Szczegółowa mapa geochemiczna Górnego Śląska 1:25 000. Ark. Nowa Góra. Detailed geochemical map of Upper Silesia 1:25 000. Nowa Góra Sheet. Państw. Inst. Geol. Warszawa.
- 2008 – PASIECZNA A. (red.), LIS J., DUSZA-DOBEK A., GÓRECKA E., WITKOWSKA A. Szczegółowa mapa geochemiczna Górnego Śląska 1:25 000. Ark. Olkusz. Detailed geochemical map of Upper Silesia 1:25 000. Olkusz Sheet. Państw. Inst. Geol. Warszawa.
- 2008 – PASIECZNA A. (red.), LIS J., DUSZA-DOBEK A., GŁOGOWSKA M., WITKOWSKA A. Szczegółowa mapa geochemiczna Górnego Śląska 1:25 000. Ark. Myślachowice. Detailed geochemical map of Upper Silesia 1:25 000. Myślachowice Sheet. Państw. Inst. Geol. Warszawa.
- 2008 – PASIECZNA A. (red.), LIS J., DUSZA-DOBEK A., SZUWARZYŃSKI M., WITKOWSKA A.,  2008 – Szczegółowa mapa geochemiczna Górnego Śląska 1:25 000. Ark. Chrzanów. Detailed geochemical map of Upper Silesia 1:25 000. Chrzanów Sheet. Państw. Inst. Geol. Warszawa.